# Norrköping
Norrköping ([ˈˈnɔrɕøːpɪŋ]ⓘ) es una ciudad de Suecia, situada en la provincia de Östergötland. Es la capital del municipio de Norrköping.
Es una ciudad industrial que prosperó gracias a la energía que se obtenía del río Motala y a su puerto en el golfo Bråviken, un golfo del mar Báltico. A finales del siglo XX se vio muy afectada por el cierre de gran parte de sus actividades, lo que ocasionó un fuerte paro. Norrköping sigue viviendo de la industria textil, química, de la fabricación de papel, de material eléctrico y de los muebles, y ha conseguido revitalizarse apostando por la cultura y la enseñanza (hay que destacar su famosa biblioteca), favoreciendo además la instalación de un parque industrial puntero en altas tecnologías.

## Norrköping

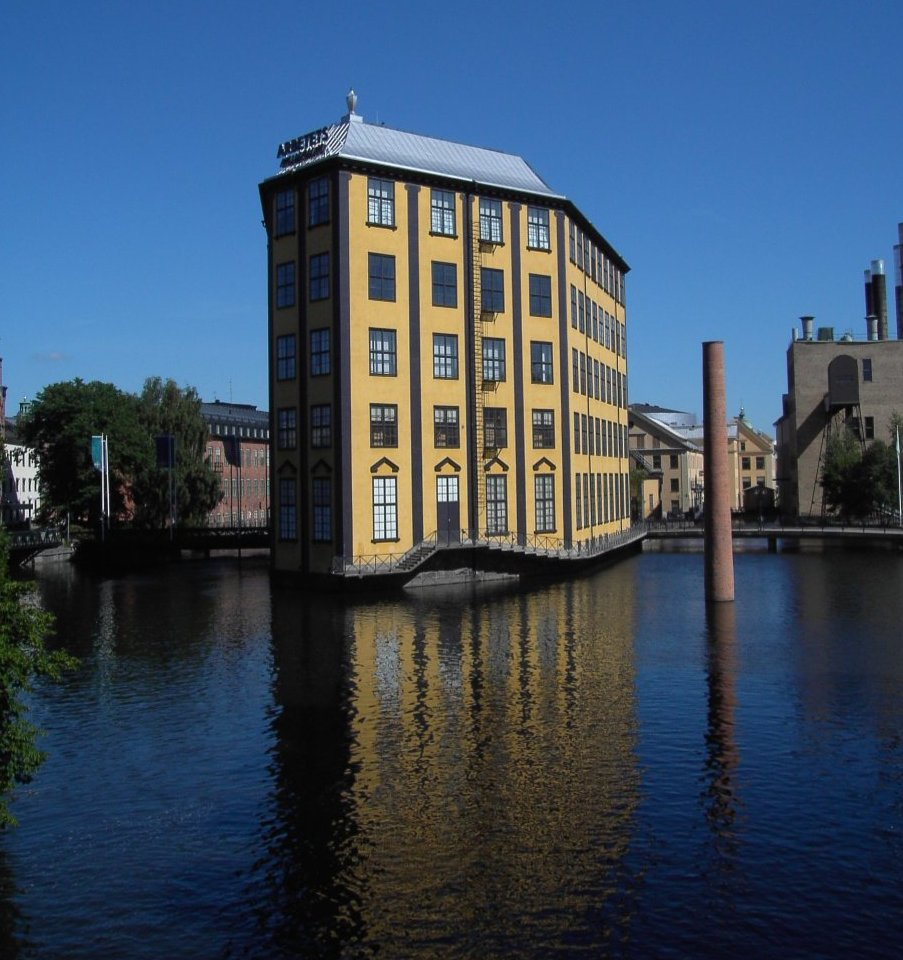
El museo del trabajo de Norrköping.

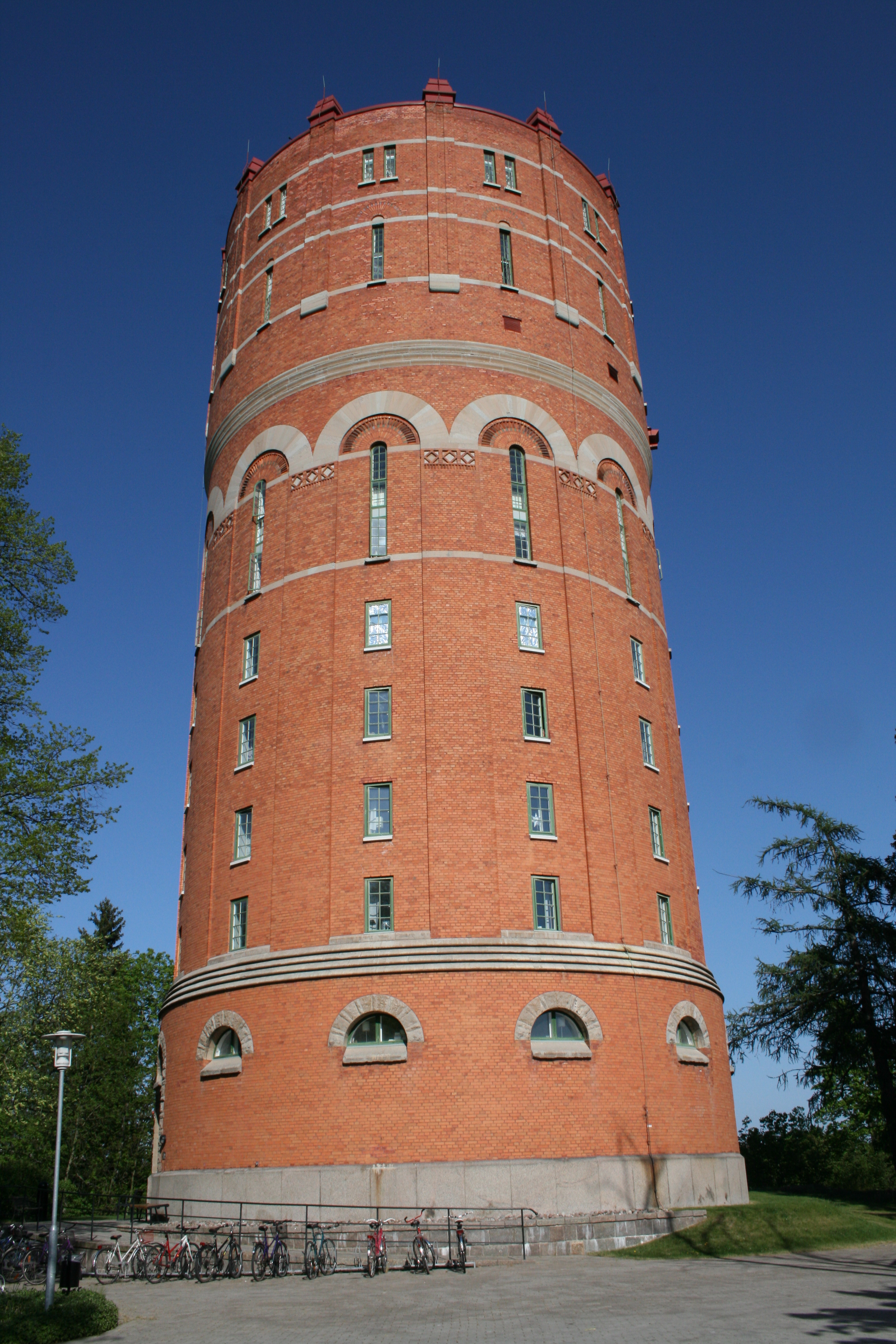
Vieja torre de agua en Norrköping.

Norrköping es una localidad en el municipio de Norrköping en Östergötland, en Suecia, y la ciudad principal del municipio. Norrköping es la décima ciudad más grande de Suecia. Norrköping está situada en la parte posterior de Bråviken (una ensenada del mar Báltico) a ambos lados del río Motala que atraviesa la ciudad. Sus ríos han sido utilizados como fuente de energía para las fábricas y otras industrias, la diferencia de altura entre el lago Glan y Bråviken tiene menos de 22 metros. Norrköping está construida sobre llanuras bajas, pero desde la década de 1940, campos agrícolas tuvieron que dar paso a nuevos asentamientos. Hasta 1947 el tabaco se cultivaba en los campos alrededor del sector llamado Ljura, ahora la zona ha sido poblada con viviendas. Hacia el este, norte y oeste de la ciudad se extiende la llanura, mientras que el sur y suroeste son zonas de árboles, incluyendo la Reserva Natural del Bosque, Vrinnevi. La parte sur de la ciudad se encuentra más alta que la norte.
El lecho rocoso es de granito, que son sedimentarias y metamórficas, lo que significa que está compuesto, entre otros de animales, plantas, barro y cenizas que con el tiempo se transforman en otros materiales. Norrköping ha sido durante mucho tiempo una ciudad industrial, comercial y marítima . La industria textil fue hasta la década de 1960, la base de los negocios de la ciudad, pero la desaparición de la industria textil y de prendas de vestir hizo que otros sectores, crecieran en importancia, entre otros la Philips, con la fabricación de radios y aparatos de televisión ahora ha sido sustituida por Whirlpool, que fabrica hornos de microondas además la fabricación de papel de Holmen Paper y Billerud. Ericsson producía circuitos impresos en Norrköping, pero desde hace algunos años, cesaron esta actividad.

## Historia
Norrköping se le concedió el estatus de ciudad en 1384. De hecho estos derechos habían sido otorgados antes, pero entonces, la gente vivía en los alrededores del río Motala y esto perduró por mucho tiempo.
La ciudad tuvo su primer apogeo en la década de 1600 cuando el empresario holandés (de Lieja) Louis De Geer se estableció en la ciudad. Fue el fundador de una serie de industrias, entre otras, las fábricas de papel, fábricas de armas, fábricas de ropa y un astillero. Durante este tiempo la población de la ciudad era la segunda más grande de Suecia.
Norrköping ha sido destruida varias veces durante su historia, por enemigos externos. La primera vez fueron los daneses en 1567 durante la Guerra de los Siete Años Nórdicos, pero los más devastadores para la ciudad fueron los rusos en 1719 durante la Gran Guerra del Norte. La ciudad también ha sido afectada por varios incendios, uno de ellos en 1655 que debe haber sido muy enorme. Después de 1719 se restauró Norrköping. El más antiguo periódico de Suecia, existente en la actualidad, es la Prensa de Norrköping, con su fundación Norrköping retomó la segunda ubicación como ciudad del reino, que se mantuvo hasta el final de la década de 1800, cuando se produce la expansión de Gotemburgo.
En la década de 1800, la industria textil crece en Norrköping y en 1830 la ciudad aporta el 70% de la producción de prendas de vestir de Suecia. Los buenos tiempos se prolongaron hasta la década de 1960 cuando la competencia desde el exterior comenzó a sentirse. Después de unos años la competencia fue tan fuerte, que las grandes, famosas fábricas de textiles antiguas tuvieron que cerrar. Una de las fábricas fue “Tuppen” (El gallo) que fue finalmente demolida. En la década de 1960, cuando empezó todo, era impensable que tantas fábricas iban a ser demolidas. Una edificación bien conocida, que también fue demolida fue la antigua fábrica de azúcar Gripen, construida en 1741. La gente comenzó a protestar cuando se enteraron de la demolición. Pero todo fue en vano. Las excavadoras llegaron a la fábrica de azúcar en enero de 1974 para comenzarn la demolición. La casa estaba ubicada donde hoy se ubica el restaurante Papa Grappa. Villa Flora era una casa que fue construida en 1889 por el comerciante Eduardo Ringborg. La casa fue diseñada en estilo italiano. Desde 1962, se impartieron cursos de enfermería en ella. En 1969, los residentes de Norrköping se enteran de que Villa Flora había llegado a su fin. 1970 se demuele la lujosa casa con amplios jardines. 1971 se erige una casa de concreto, la Biblioteca Municipal de Norrköping era la sucesora. Lo que queda de la Villa Flora es solo una ventana. Como una ventana de la iglesia. Saltängen (Salinas, salar) fue en 1700 uno de los mejores sectores residenciales en Norrköping. Pero la historia lo desapareció. A mediados de la década de 1900 el sector parecía una zona bombardeada. Las casas eran frías y heladas, torcidas y en mal estado. El suburbio más famosos de Norrköping se había formado, y la ola de demolición golpeó con fuerza estos lugares que alguna vez existieron como parte de la ciudad. Saltängen fue demolido en la década de 1960 y hoy sobreviven apenas tres casas. 
En la década de 1970, se establecen cinco organismos de gobierno en la ciudad, la Administración de Aviación Civil, la Junta de Inmigración, la Administración Marítima, Junta de Libertad Condicional, y SMHI, el Instituto Nacional de Meteorología e Hidrología. 
Durante la década del 2000 obtiene Norrkoping una nueva fachada como ciudad universitaria, junto con la vecina ciudad de Linköping. Juntas se proyectan comercialmente como las Ciudades Gemelas.

## Paisaje urbano
Interior de la ciudad
El edificio ”la Plancha” (ver la imagen superior), en el río Motala, alberga al Museo del Trabajo. La imagen muestra también la escultura de Jan Svenungsson "La Quinta Chimenea " de 1999. La escultura es una chimenea de 14 metros construida de ladrillos, erigida en el mismo río Motala. El centro de la ciudad era originalmente la actual área alrededor de la Plaza Vieja. La plaza está rodeada hoy por casas del siglo 1700 - y 1800, incluyendo las casa de Tesdorpfska, Eschelsonska y Waseska, en la plaza está la estatua de Louis de Geer, del escultor Carl Milles. La casa Eschelsonska fue construida en 1730 y lleva el nombre de Olof Eschelson y fue, entre otras cosas, el primer banco de la ciudad. La casa Tesdorpfska fue construida en 1827 y lleva el nombre del comerciante de vinos, John Jacob Tesdorf. 
Drottninggatan (La calle de la reina) es la calle principal de la ciudad, se extiende desde el Paseo del Norte (Norra Promenaden) y la estación de ferrocarril, construido en 1866, hasta el Museo del Arte (1946). Fuera de la estación de trenes se ubica El parque de la estación (Järnvägsparken) y el parque, Karl Johan Park de 1887 con una estatua del rey Karl Johan XIV de 1846. Allí se encuentra la plantación, de fama internacional, der cactus que existe desde la década de 1930. Por el lado oeste del parque se encuentra el antiguo ayuntamiento, construido en el estilo imperial en 1802, ex Stora Hotellet (Gran hotel) de 1854, Stallet (El Establo)de 1857 y la casa de Ringborgska de 1784. Más allá se encuentra Stora Teatern (El Gran Teatro), construido en 1908 y sede de Östgötateatern (el mayor teatro regional con escenarios tanto en Norrköping como en Linköping). En el puente del salar (Saltängsbron) está el correo (Postettan) de 1914.
Por otro lado del río Motala se ubica la Plaza Alemana (Tyska Torget), el Gran Hotel (Grand Hotel) del arquitecto Werner Northun, el ex Palacio del Banco (Bankpalatset), el Ayuntamiento y la iglesia de Hedvig. También a lo largo de Drottninggatan (La Calle de la Reina) se ubica la estación de telégrafo, construido en estilo Art Nouveau y romántico nacional en el 1912. La iglesia San Olai fue construida en estilo barroco entre 1765 y 1767. En Drottninggatan (La Calle de la Reina) está el campanario de la iglesia, popularmente conocida como la Torre de la Ciudad. El centro comercial de la ciudad se encuentra en el sur de Drottninggatan, donde las tiendas de Spiralen, Linden y Domino (ex tiendas Domus) dominan. Como en muchas otras ciudades se vio Norrköping afectada por una seguidilla de demoliciones, en la década de 1960 que llevó a muchos edificios antiguos a ser sustituidos por edificios residenciales y de oficinas en un estilo modernista. 
Las avenidas Norte, Este, Sur y Folkparken (El Parque del Pueblo) rodean la ciudad. Cuando las avenidas se construyeron durante la segunda mitad de la década de 1800 había una gran necesidad de escuelas, y muchos de ellos fueron emplazados en las avenidas Sur y Este, entre otras la escuela De Geer, y la escuela Kristina (ambas diseñadas por Carl Theodor Malm) y la escuela de tejidos, John Lennings / Instituto Tecnológico Textil, Lennings en 1887, por el arquitecto Carl Theodor Glosemeyer. En Paseo o Avenida del Sur se construye también el Juzgado de Norrköping en 1904 (arquitecto Isak Gustaf Clason) y la Biblioteca Pública en 1971. Estos Paseos o Avenidas fueron declarados como construcciones históricas a partir del año 1994.
Paisaje Industrial
A lo largo del río Motala se ubica lo que se conoce como el paisaje industrial que se compone de los edificios de las antiguas fábricas, la mayoría construidas entre 1850 y 1917. A principios de 1970 la zona fue cerrada y demolida, pero hoy en día, las antiguas industrias han sido reemplazadas por otras actividades. Por nombrar algunas, La Orquesta Sinfónica de Norrköping tiene su residencia en el Salón De Geer, que se encuentra en la antigua fábrica de papel Holmen Bruks y a Laxholmen se trasladó el Museo del Trabajo en el edificio de siete esquinas Strykjärnet (La Plancha) de 1917 (arquitecto Folke Bensow) donde antes funcionaba una fábrica textil. En YFAs (Asociación de fábricas de lanas) edificio antiguo, Kåkenhus alberga actualmente a la Universidad de Linköping, con su amplia gama de actividades, una de sus sedes es Campus Norrköping.
 Más allá de las avenidas o paseos 

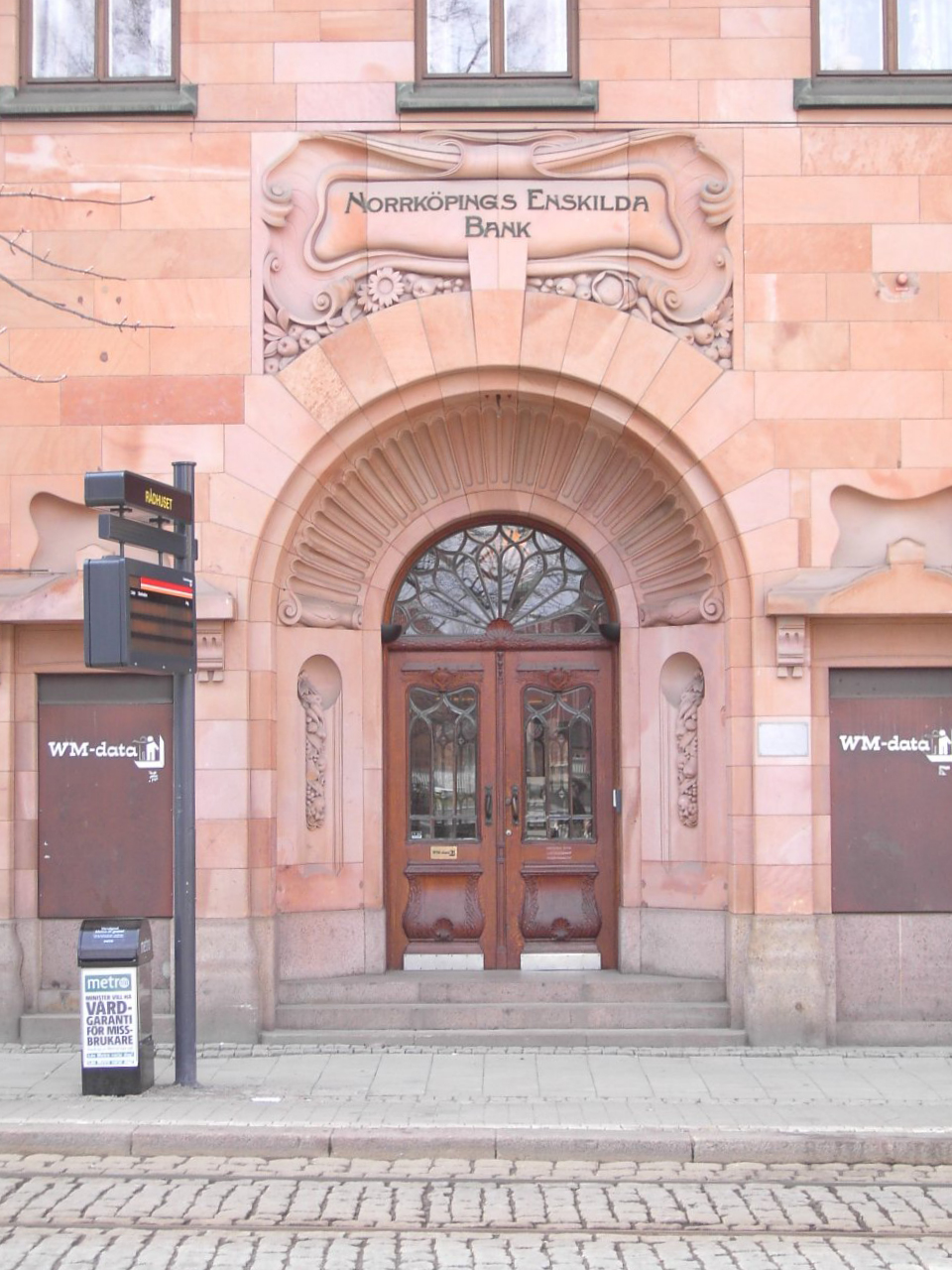
La entrada al Palacio del Banco de Queen Street. La casa fue diseñada por Gustavo Wickman de Norrköping Enskilda Bank, fundado en el 1856.

Norrköping tiene también algunas pequeñas áreas ocupadas por zonas residenciales. En 1898 se construyó la iglesia de San Juan (S:t Johannes kyrka) de doce villas (chalets) con jardines propios y dos edificios de apartamentos, por el arquitecto Werner Northun. Todas las casas tenían nombres, desde la calle de Hageby, Villa Alfa, Bida (demolida), Berg Christine, Dagmar, Ed, Fridberg y Gota (números pares) y Olga (demolida), Vilan, Mimer, Linnea, Karlslund, Ingeborg y Hansa (demolida ) números impares. Cada casa tenían de 4 a 5 dormitorios más una cocina, y las parcelas tenían eran de 1100 a 1500 metros cuadrados, con baños independientes. Esta es tal vez una de las primeras áreas de residencia en Suecia.
Durante la Primera Guerra Mundial había una gran escasez de vivienda, por lo que en 1917-1918 fue construida, por iniciativa del municipio de la ciudad, el sector residencial Rojo (Röda stan) con cerca de 30 casas de madera pintadas de rojo y con un total de 51 apartamentos, obra del arquitecto S. E. Lundquist. El área fue destinada primordialmente a trabajadores en general, entre los primeros beneficiados fueron por ejemplo, ensambladores, obreros de fábricas, los trabajadores textiles y artesanos. La zona se compone de viviendas unifamiliares, de dos familias y de cuatro familias el sector fue renovado por el arquitecto Hans Bäckström en la década de 1970. 
El área de Oxelbergen se crea en la década de 1920 después de un concurso internacional de arquitectura, 302 apartamentos fueron construidos. 
Después de la Segunda Guerra Mundial la ciudad fue creciendo y los nuevos barrios se fueron añadiendo. 1947-1951 fue Såpkullen Oeste, construido de acuerdo a métodos modernizados con ultra-modernos apartamentos, 28 edificios de tres plantas y tres edificios de ocho pisos. Poco después llega el sector de Ljura, dos veces más grande que Såpkullen Oeste, y adaptado para el tráfico masivo. Unos años más tarde se construyó el sur y el norte de Hageby y al final de la década de 1960 se construyó el sector de Marielund, siete edificios de ocho pisos, construido en estilo modernista, que algunos años más tarde sufrió de problemas sociales. 
En el otoño de 1974, comienza la construcción del área de Klockaretorpet. En lugar de edificios altos se construyen casas adosadas y casas unifamiliares, solo unas pocas manzanas de viviendas altas fueron permitidas, también construyó un centro comercial y el tranvía se extendió hasta allí. 
En las afueras de Smedby, el sector histórico en la zona sudeste de la ciudad creció a finales de 1980, con los barrios de Bjärby, Rambodal, Ånestad y Brånnestad. Los edificios consisten alternativamente de villas, casas adosadas y edificios de apartamentos y las áreas que contienen elementos de vida independiente y asociaciones de residentes.
 Los barrios 
La parte central de Norrköping se compone de diferentes áreas. Hacia el interior de los paseos o avenidas se ubican Öster, Gamla stan, Saltängen, Berget och Nordantill. Alrededor de los paseos hay una forma de corona de las zonas más antiguas del sur de la ciudad, Såpkullen, Kneipp, Norra, Marielund con Röda Stan, Lagerlunda y Oxelbergen. Luego, en un círculo más grande están las áreas de Klingsberg, Ektorp, Vilbergen, Hagen Sharp, Klockaretorpet, Haga, Eneby, Pryssgården, Lagerlunda, Ljura, Vrinnevi, Hageby, Navestad y Smedby. Lindo y Herstadberg son también zonas urbanas en las afueras de Norrköping.
También hay algunos sectores de actividad industrial, como Ingelsta, Sylten, Fiskeby, Risanger, Butängen y Slottshagen.

## Vida cultural
Teatro 

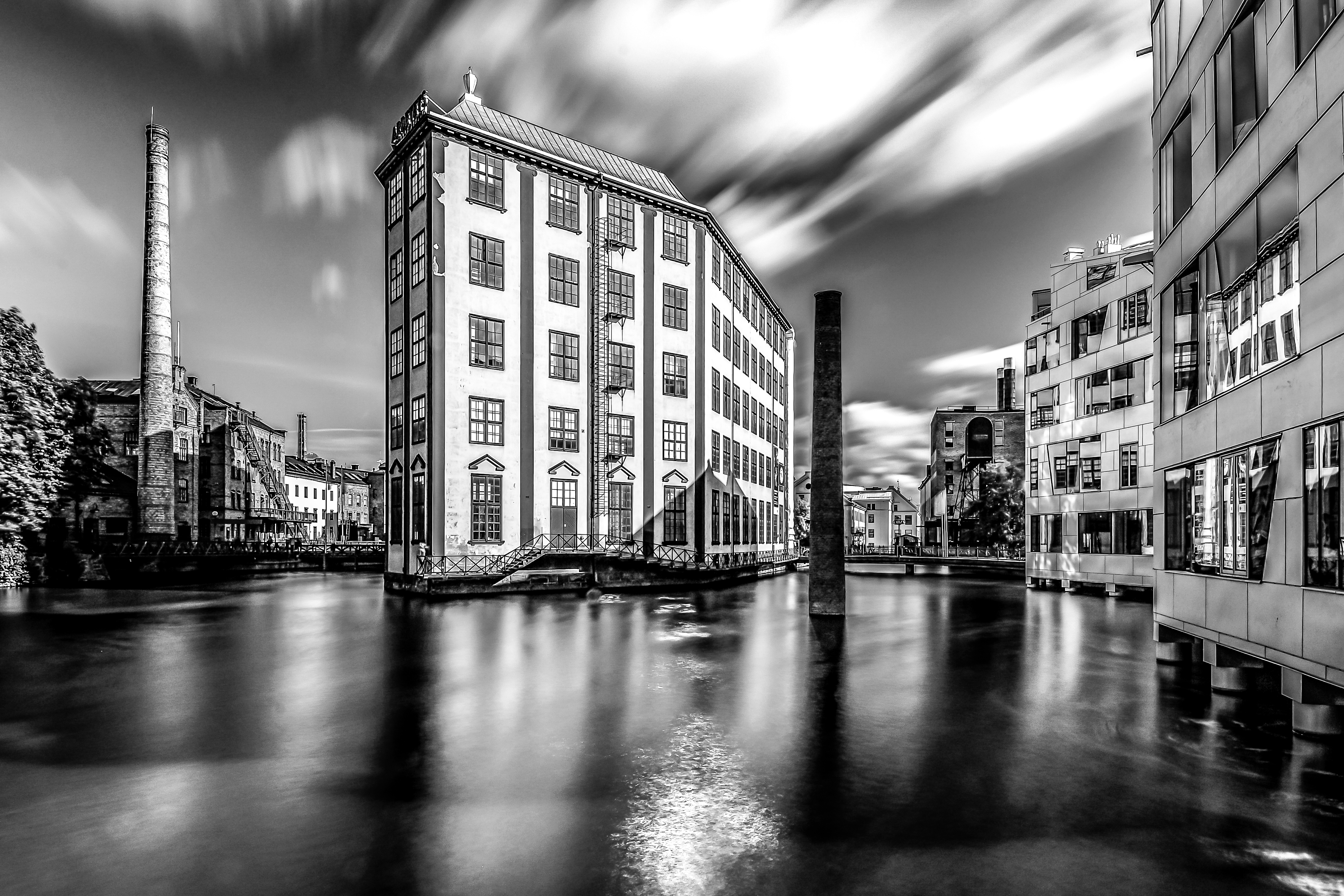
Museo ArbetSam

El primer teatro de la ciudad fue Teatro Egges, se trataba de un teatro simple, construido en el patio de Johan Ulric Egges, situado entre la Plaza Alemana y lo que antes era Södra Saltängsgatan. Fue allí donde se estrenó para los países nórdicos, Romeo y Julieta de Shakespeare la cual se llevó a cabo el 5 de agosto de 1776. Esto se podía leer en el diario de la época, Norrköping Weko-Periódico: El lunes, 5 de agosto, es montada, por el grupo de comedia de Suecia, la nueva, magnífica, comedia-trágica, llamada Romeo y Julieta: que es en su tema, las más hermosas que jamás se haya montadodo en el teatro sueco ....
1791 se construyó un segundo teatro en una casa de tabaco en Gamla Rådstugugatan 42-44, Teatro de Dahlberg. 1798 se añade el Teatro de Saltäng en el actual Järnvägsparken. Fue en el periodo que el romanticismo se abrió paso con actuaciones como, por ejemplo, el drama del destino, obras de caballeros romántico medievales y del vaudeville francés y mucho más. Fue aquí donde las piezas, entre otros Schiller, Oehlenschläger, Grillparzer tuvieron su estreno sueco. El teatro estuvo en uso hasta 1850. 
En 1850 se construye el Teatro Eklund en una parcela detrás del Gran Hotel del comerciante Gustav Adolfo Eklund. El teatro estuvo en uso durante mucho tiempo, a finales de la década de 1800 se representaron obras como Ibsen, Strindberg y Bjornson. Asociación de Trabajadores de Norrköping, conocida popularmente como Arbis, fue fundada en 1860, y desde 1866 funciona como teatro aficionado. Una persona muy significante para Arbis-teatro fue Gideon Wahlberg, quien trabajó en el teatro desde 1918 hasta 1935. Él escribió sus propias obras y canciones y su varieté de Año Nuevo fueron tan populares que se podía presentar hasta el verano. El actor Edvin Adolphson comenzó su carrera en Arbis, también Hallström y Tjadden. 
El Teatro Eklund fue demolido y en su lugar se construyó en 1908 el Gran Teatro. En un principio, varias compañías de teatro hacían uso de este, entre 1920 y 1930, Ernst Rolf y Karl Gerhard presentaron sus revistas aquí. En 1947 se fundó el Teatro Municipal Norrköping-Linköping. Como un tributo al Teatro de Egg se puso en escena por primera vez la obra Romeo y Julieta. Uno de los estudiantes de teatro se llamaba Ernst-Hugo Järegård. Durante muchos años el teatro fue dirigido por John Zacarías. Teatro de compañía (Teatersällskapet) actualmente se llama Östgötateatern.

## Deporte
- IFK Norrköping juega en Allsvenskan, su estadio es el Estadio Idrottsparken de Norrköping de capacidad para 17,234 espectadores.

## Arte
Música 
En 1912 se formó la Asociación Orquestal, los miembros consistía en una mezcla de músicos aficionados y músicos militares. En 1913 se reconstruyó la Iglesia de San Juan (S:t Johannes), como sala de conciertos y de conferencias y recibió su nuevo nombre, Sala de conferencias (Hörsalen). Ese mismo año la banda recibe las subvenciones del gobierno, y uno podía ir a escuchar música dos veces por semana, el precio de la entrada en ese momento era de solo 25 centavos de corona. El primer director de la orquesta fue Ivar Hellman, quien fue sucedido, entre otros por Tord Brenner (1929-1936), Heinz Freudenthal (1936-1952), Herbert Blomstedt (1954-1962), Everett Lee (1962-1972) y Sven-Gunnar Andrén.
La Asociación Orquestal, o la Orquesta Sinfónica de Norrköping como se les llama hoy en día, creció y creció, y durante muchos años fue el Auditorio demasiado pequeño para una orquesta de 87 miembros. Pero al final de la década de 1990, la orquesta se trasladó a la nueva sala de conciertos, Louis De Geer, construido en el río Motala, en un edificio conocido como la Holmen, una exfábrica de papel.
La Asociación de Música, Crescendo comenzó a funcionar en 1959 y organiza anualmente unos 70 conciertos, principalmente en el jazz. Cada semana, casi todo el año se dan conciertos en el edificio histórico de Järnbrogatan 3 en el bloque Nya Strömmen, allí realmente se aprecia la música en todos los sentidos.
Eldkvarn se formó en Norrköping en 1971, se trasladó unos años más tarde a Estocolmo, pero con los años le han cantado a menudo a su antigua ciudad natal. Por ejemplo, en temas como el tranvía N º 3, Los reyes de Broadway y Lleno de amor.
La banda Black Metal, Marduk fundada en 1990 tiene sus raíces en Norrköping.
Markus Krunegård es otro artista famoso que es oriundo de Norrköping, que también menciona a esta ciudad en muchos de sus textos. Fight Club (Slagsmålsklubben) se formó también en Norrköping. 
 Cine y Nuevos Medios 
La Asociación de Cine, Flimmer organiza desde 1998 el Festival de Cine Norrkoping Flicker que en el año 2009 atrajo a más de 8000 visitantes. Esta actividad también comprende cine al aire libre Como por ejemplo en la Granja del color (Färgargården) durante el verano y en los últimos años también giras de cine al aire libre, que generó 19.000 visitas en 30 diferentes lugares en Suecia.
El Cine Municipal, Bio Harlekinen que existe en el Museo de Arte desde la década de 1960, convirtiéndose en el año 2010 en CNEMA y abre sus puertas en los nuevos locales en el Centro de Visualización C. Las nuevas instalaciones son más grandes y con más salas de cine creando un medio pedagógico y un centro de recursos. A través de CNEMA el interés por el cine crecerá en Norrköping.

## Educación
Norrköping tiene tradición como ciudad de escuelas, la escuela pública se inaugura por primera vez en 1846. A pesar de la rápida construcción de edificios escolares nunca fueron suficiente por el crecimiento acelerado de la población. Muchas de las escuelas de Norrköping fueron ubicadas en los paseos o avenidas fuera del centro de la ciudad y hay edificios escolares todavía vigentes (2008). Norrköping ha tenido un bajo nivel educativo en términos de educación postsecundaria y una de las razones para solucionar este problema fue la creación de Norrköping Campus en 1997 como parte de la Universidad de Linköping.

## Negocios
La industria textil fue durante 400 años el rubro que permitió el crecimiento de la ciudad. Hoy en día, toda la fabricación textil llegó a su término. 
Las principales industrias hoy en día son papel / embalaje, logística / transporte, electrónica, tecnología de la información / medios de comunicación y el comercio. Varias grandes empresas tienen sus bodegas en Norrköping y utilizan la ciudad como base para la distribución de los productos, a nombrar Whirlpool, Goodyear, Stadium y Servera.
La Universidad de Linköping constituye una gran contribución en Norrköping - Campus Norrköping – lo cual, en los últimos años, ha generado una variedad de pequeñas empresas con vínculos con la universidad.

## Organismos gubernamentales
- Oficina de Integración (interrumpida)
- Dirección de Aeronáutica (interrumpida)
- Oficina de Aviación
- Gendarmería
- Servicio de Inmigración
- Agencia Marítima
- Instituto de Meteorología e hidrología de Suecia
- Dirección de transporte

## Escuadrón de la Fuerza Aérea de la ciudad
Entre 1943 y 1994, la Fuerza Aérea inaugura una sede en Norrköping, que fue llamada la Real Bravalla o solo F 13. La flotilla fue originalmente una flotilla de caza, pero cuando la flota aérea de Södermanland (F 11) fue disuelta en 1980, la escuadra llevó a cabo una división de reconocimiento, así como la Escuela de Inteligencia de la Fuerza Aérea. 
Entre 1957 y 1981 fue la escuadra también conocida como Escuadrón de Sector. 1991 comenzó escuadrón adaptarse para el Gripen JAS 39, sin embargo, se produjo un reducción de gastos relacionadas con la defensa en 1992 y el escuadrón fue eliminado el 30 de junio de 1994. 
Cuando llegó la noticia sobre la clausura de la escuadra, una de las más grandes y más moderna en Suecia que tenía aproximadamente 1000 empleados, con una capacidad militar entre 600 a 800 soldados. Hoy en día la ex flotilla aérea lleva el nombre de Norrkoping - Bravalla Aeropuerto y sirve como almacén de equipos de desechos militares en espera de venta.

## Transporte

### Tranvía
Tranvias en Norrköping 
Norrköping ha tenido tranvía desde 1904 y es hoy día una de las tres ciudades con tranvía en Suecia, actualmente cuenta con las siguientes líneas:
| Línea | Recorrido                        | Kilómetros | Paradas | Otros |
| ----- | -------------------------------- | ---------- | ------- | ----- |
| 2     | Fridvalla-Ringdansen/Kvarnberget | 11.8       | 32      |       |
| 3     | Vidablick-Klockaretorpet         | 9.2        | 26      |       |
| Total |                                  | 18.7       | 58      |       |

En verano circula además una línea llamada El tranvía sueco de la compañía, un museo en tráfico con antiguos carruajes, es la línea blanca 1.

### Carreteras
Norrköping es un centro de varias carreteras principales. La carretera E4 pasa por el norte y oeste de la ciudad, E22 comienza en Norrköping y continúa a lo largo de la costa este en dirección a Kalmar, Karlskrona y Malmö, además de otras ciudades. Carreteras 51, 55 y 56 se inicia en Norrköping y concluye en Örebro, respectivamente, llega a Katrineholm. Existe una reciente carretera provincial. Se llama la Ruta Provincial 209 y conduce al archipiélago de Östergötland (Arkösund).

### Ferrocarril
La línea principal del este, que ahora forma parte de la línea principal del sur, entre Katrineholm y Norrköping se inauguró el 3 de julio de 1866 y el 16 de octubre de 1872 se inauguró la ruta a Linköping. Al igual que en otras ciudades, esto contribuyó en gran medida para simplificar los viajes en Suecia. En esos tiempo había una cercanía, entre las estaciones, excepto en Norrköping, que, a principios de la década de 1900, tenía tres estaciones - la Estación Central, la estación del Oeste y la Estación del Este - Había estaciones en Aby, Graversfors, Fiskeby y Eksund. Norrköping Oriente operaba, con la empresa Ferrocarriles del Norte de Östergötland. En 1915 también se inaugura Ferrocarriles SJ hacia Nyköping y Järna, y uno podría entonces viajar entre otras ciudades a Geta y Krokek. Hacía Estocolmo el tiempo de viaje es actualmente de 1 hora y 45 minutos en el tren Intercity, o alrededor de 72 minutos con el X2000. Hacía Malmö es la duración del trayecto un poco menos de 3 horas y a Copenhague es el tiempo de viaje de aproximadamente 3 horas y 40 minutos. Hoy hay un mayor número de viajes diarios en el X2000 tanto a Estocolmo como a Copenhague. Con el proyecto de trenes, Link Este el tiempo de viaje a Estocolmo se estima en aproximadamente 45 minutos.

### Aeropuerto
El Aeropuerto de Norrköping (antes El Aeropuerto de Kungsängens) se abrió en el otoño de 1934, pero el servicio regular no comenzó sino unos años más tarde, en la ruta de Estocolmo, Malmö y Copenhague. Durante la Segunda Guerra Mundial, el tráfico comercial disminuyó y el aeropuerto se desarrolló lentamente hasta mediados de 1960. En 1964 ya era posible volar tanto a París como a Chicago. En la década de 1960 eran vuelos de carga los más dominantes, con vuelos tanto a Copenhague como a los Estados Unidos. 
El número de pasajeros de Kungsängen se reduce a la mitad durante el período 1997 - 2006. A partir de 2006, y por esta razón, el municipio toma responsabilidad por el aeropuerto. Ahora existen vuelos regulares desde el aeropuerto hacía Copenhague, Helsinki y Visby además de los charters y vuelos de carga. El aeropuerto aumentó el total de pasajeros en un 30% más (113.500) en 2008 en comparación con el año anterior, lo cual convierte al aeropuerto en el más grande de la provincia de Östergötland.

## Atracciones
- Åbackarna (es un área exuberante en torno al río Motala en Norrköping)
- Kneippen (un sector de Norrköping destinado a la construcción de viviendas para la clase alta en 1900)
- Industrilandskapet (Área Industrial)
- Kaktusplanteringen (Plantación de Cactus)
- Konserthuset Louis De Geer (Sala de Concierto Luis de Geer)
- Norrköpings Konstmuseum (Museo del Arte de Norrköping)
- Norrköpings stadsmuseum (Museo de la Ciudad)
- Arbetets museum (Museo del Trabajo)
- Campus Norrköping (Sede Universitaria Campus de Norrköping)
- Norrköpings stadsbibliotek (Biblioteca de la ciudad de Norrköping)
- Idrottsparken (Parque Depórtivo de Norrköping)
- Gamla Vattentornet (La Antigua Torre del Agua)
- Femöresbron (El Puente Cinco Centavos)
- Verkstad - ett rum för konst i Norrköping (Taller - Un espacio para el arte en Norrköping)
- Hällristningsmuseet (El Museo del Tallado en Piedra)
- Johannisborg - slottsruin (El Castillo de Johann (un castillo en ruinas)
- Galgebacken - såpkullen (El Cerro de la Horca)
- Färgargården (La Granja o el Huerto de los Colores (un lugar de recreación)
- Veteranspårvagnarna (Tranvía, Antiguos tranvías)
- Kolmårdens Djurpark (Parque Zoológico, Kolmården)

## Inmigración
Tras el Golpe de Estado de 1973, muchos tocopillanos, al igual que muchos otros chilenos, tuvieron que emigrar al extranjero, radicándose especialmente en Suecia, donde existe una numerosa colonia chilena residente, la que en gran proporción es tocopillana, residiendo principalmente en la ciudad de Norrköping.

## Ciudadanos ilustres
- Carl Swartz, Primer ministro de Suecia
- Jeffery Taylor, baloncestista de Charlotte Hornets de la NBA
- Teodor Johansson, responsable de relaciones Bilbao-Norrköping
- Hannes Alfvén, premio Nobel de Física.

### Bandas musicales originarias de Norrköping
- Marduk, banda de black metal.
- Grey Matter of Sweden.
- Pg.lost.